# Văn hóa đại chúng
Văn hóa đại chúng hay văn nghệ quần chúng (viết tắt của cụm từ "văn hóa nghệ thuật quần chúng") là văn hóa bình dân, hay văn hóa pop, là tổng thể các ý tưởng, quan điểm, thái độ, hành vi lan truyền, hình ảnh và các hiện tượng khác, nằm trong xu thế phổ biến, chủ đạo của một nền văn hóa xác định, đặc biệt là văn hóa phương Tây thời kỳ đầu đến giữa thế kỷ 20 và lan rộng ra toàn cầu vào cuối thế kỷ 20 đến thế kỷ 21. Chịu ảnh hưởng sâu sắc bởi các phương tiện truyền thông đại chúng. Sự tổng thể của những ý tưởng tràn ngập trong cuộc sống hàng ngày của xã hội. Ngược lại, nền văn hóa dân gian dùng để chỉ tư tưởng của những nền văn hoá ở nhiều địa phương hoặc xã hội tiền công nghiệp.